# Le sette anime del drago
Le sette anime del drago (Shui hu zhuan) è un film del 1972 diretto da Chang Cheh.
Film d'azione ispirato al romanzo storico I Briganti, uno dei quattro grandi romanzi classici cinesi.

## Trama
La storia parla di come "Unicordo di Giada" Lu Junyi si sia unito alla banda di fuorilegge a Liangshan Marsh e alla loro battaglia con la Fortezza della famiglia Zeng.
Il capo di Liangshan, Chao Gai, cade in un'imboscata e viene ucciso da Shi Wengong. I suoi compagni giurano di vendicarlo. Gli attuali leader de facto di Liangshan, Song Jiang e Wu Yong, decidono che data l'abilità di Shi Wengong, Lu Junyi (l'ex compagno di studi di Shi) sarà la persona migliore per aiutarli a vendicarsi. I fuorilegge notano anche che se riescono a reclutare Lu Junyi, conquisteranno anche il servitore di Lu, Yan Qing, che è anche un formidabile artista marziale.
Wu Yong si traveste da indovino e si infiltra nella capitale settentrionale, dove risiede Lu Junyi, insieme a Li Kui, che è travestito da suo idiota assistente. Visitano Lu Junyi e gli mentono dicendo che una grande calamità lo colpirà se non viaggia per 1.000 miglia a sud-est. Lu Junyi è scettico riguardo al consiglio e chiede a Yan Qing la sua opinione. A quel punto, Yan Qing ha riconosciuto Li Kui e provoca una rissa con l'irascibile Li. Li Kui viene sconfitto e confinato insieme a Wu Yong. Wu Yong usa la psicologia inversa su Lu Junyi e riesce a convincere Lu a rilasciarli. Proprio in quel momento, l'amministratore di Lu Junyi Li Gu, che ha una relazione segreta con la moglie di Lu, denuncia la presenza dei fuorilegge alle autorità per impossessarsi della fortuna del suo padrone. Quando i soldati arrivano per catturare i fuorilegge, Lu Junyi ordina a Yan Qing di scortare Wu Yong e Li Kui fuori sani e salvi mentre affronta i soldati e viene arrestato. Yan Qing tenta di liberare Lu Junyi dalla prigione, ma Lu viene nuovamente catturato quando Yan si distrae.
Yan Qing si reca a Liangshan per cercare aiuto e tenta di derubare due uomini per le sue spese di viaggio. I due uomini risultano essere in realtà fuorilegge di Liangshan, uno dei quali è Shi Xiu. Shi Xiu va a cercare Lu Junyi mentre il suo compagno riporta Yan Qing a Liangshan. Mentre è in città, Shi Xiu vede che Lu Junyi sta per essere giustiziato nella piazza del mercato, quindi fa irruzione nell'area da solo nel tentativo di liberare Lu. Sia Lu Junyi che Shi Xiu vengono infine sopraffatti dai soldati e fatti prigionieri.
Nel frattempo, Yan Qing incontra i fuorilegge Liangshan e pianificano di infiltrarsi nella capitale settentrionale per salvare Lu Junyi e Shi Xiu. Prendono posizioni strategiche attorno al luogo dell'esecuzione e attaccano i soldati quando i prigionieri stanno per essere decapitati. Questa volta, i fuorilegge sopraffanno le guardie e prendono rapidamente il controllo dell'area. Accompagnato dai fuorilegge, Lu Junyi marcia verso casa e uccide il suo sleale amministratore Li Gu mentre la moglie adultera viene uccisa da Yan Qing.
Quando i fuorilegge lasciano la città, si imbattono in Shi Wengong e nei suoi uomini, con il risultato che entrambe le parti si scontrano in un'immensa battaglia. Le forze di Shi Wengong sono in rotta, quindi sfida i fuorilegge a ingaggiare lui ei suoi cinque studenti in duelli uomo contro uomo. I cinque studenti combattono con Lin Chong, Li Kui, Hu Sanniang, Wu Song e Shi Xiu, mentre Lu Junyi affronta Shi Wengong. Quando i cinque eroi sconfiggono gli studenti di Shi Wengong, Lu Junyi non ha ancora chiuso il suo duello con Shi. Yan Qing e Li Kui si uniscono alla mischia e Shi Wengong viene ferito gravemente ma rimane vivo. Dopo aver dichiarato che Lu Junyi è ora il nuovo leader di Liangshan, Shi Wengong impedisce a tutti di avvicinarsi e si suicida. I fuorilegge, vedendo che la loro ricerca di vendetta è ora completa, tornano alla loro roccaforte.

## Distribuzione

### Edizioni home video
In Italia il film e uscito in DVD nel 2009 in versione restaurata distribuito dalla AVO FILM.

## Sequel
Il film ha avuto un sequel nel 1973, intitolato I sette guerrieri del Kung Fu.